# East Horizon Airlines
East Horizon Airlines war eine afghanische Fluggesellschaft mit Sitz in Kabul und Basis auf dem Flughafen Kabul. Die Aktivitäten der Fluggesellschaft wurden durch die Afghanischen Behörden wegen Bedenken über die Sicherheit
der veralteten Flotte eingestellt.

## Flugziele
East Horizon Airlines flog von Kabul und Herat aus Ziele in ganz Afghanistan an. Wie alle anderen in Afghanistan registrierten Fluggesellschaften, steht auch diese Gesellschaft auf der Liste der Betriebsuntersagungen für den Luftraum der Europäischen Union.

## Flotte
Mit Stand Oktober 2015 bestand die Flotte der East Horizon Airlines aus vier Flugzeugen:
| Flugzeugtyp            | aktiv | bestellt | Anmerkungen                                      |
| ---------------------- | ----- | -------- | ------------------------------------------------ |
| Antonow An-24RV        | 2     |          |                                                  |
| Hawker-Siddeley HS 748 | 1     |          | betrieben durch Ivoirienne de Transports Aériens |
| Xi’an MA60             | 1     |          | betrieben durch Tajik Air                        |
| Gesamt                 | 4     | –        |                                                  |

## Weblink
- Webpräsenz der East Horizon Airlines (englisch)